# Parque Nacional das Badlands

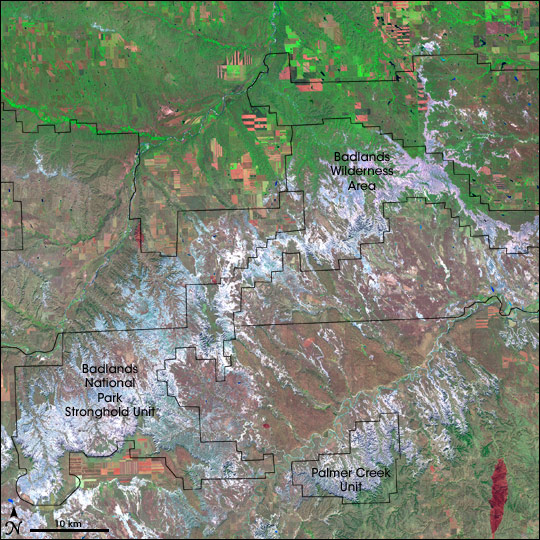
Fotografia de satélite do parque, com coloração artificial. A verde, vegetação; a rosa ou creme, terreno com pouca ou nenhuma vegetação. A branco/azulado, a rocha nua que constitui as formações geológicas características desta área.

O Parque Nacional das Badlands é um parque nacional localizado no estado do Dakota do Sul, Estados Unidos. Esta área protegida, com cerca de 982 km² de área, possui formações geológicas fortemente escavadas pela erosão, como pináculos, agulhas e buttes. Inclui a maior pradaria protegida nos Estados Unidos.
Uma área de 259 km², denominada Badlands Wilderness, totalmente contida no parque nacional, é uma zona de protecção especial de espécies em perigo de extinção. É feita aqui a reintrodução do toirão americano, o mamífero terrestre em maior perigo na América do Norte.
O termo badlands (em inglês, literalmente "terras más") provém do facto de ser um termo usualmente dado a regiões áridas, especialmente na zona oeste dos Estados Unidos.
A Stronghold Unit ("unidade do forte") é co-administrada pela tribo de Sioux Oglala e inclui locais onde ocorriam a Dança dos Fantasmas e uma antiga zona de testes da Força Aérea dos Estados Unidos.

O parque possui recursos paleontológicos de grande riqueza, com o registo fóssil do Oligoceno mais rico do mundo, datando há entre 23 a 35 milhões de anos. Com estes fósseis pode ser estudada a evolução de espécies de mamíferos como o cavalo, a ovelha, o rinoceronte e o porco.
Registos da presença humana no parque estendem-se por um período de 11 000 anos.

## Presença humana

### Índios Americanos
A área do parque nacional foi usada durante onze mil anos pelos povos indígenas da área para a caça. No final da Idade do Gelo, existiam paleoamericanos, sobre os quais pouco se conhece, que foram seguidos do povo Arikara e do Sioux. Os descendentes dos Arikara vivem hoje no Dacota do Norte, fazendo parte de uma nação com os povos Mandan e Hidatsa.
A tradição oral e registos arqueológicos indicam que estes povos acampavam em vales onde existia água e caça todo o ano. É possível encontrar hoje em dia vestígios de rochas e carvão usados em fogueiras, assim como pontas de setas e utensílios usados para a matança de bisontes e coelhos, entre outros. Da parte mais alta do parque, seria possível observar a zona em redor à procura de inimigos e manadas. Se a caça era abundante, ficavam durante parte do Inverno, antes do regresso às suas aldeias ao longo do rio Missouri. Em meados do século XIX, a Grande Nação dos Sioux (consistindo de sete tribos, incluindo os Oglala) tinha expulso as outras tribos da zona norte.
Quando lavradores migraram para o Dacota do Sul, nos finais do século XIX, o governo dos EUA retirou muito do território aos índios e forçou-os a viver em reservas. As lutas entre o homem branco e os povos indígenas dessa altura encontram-se documentadas em centros interpretativos no parque.

### Caçadores de fósseis
Desde os tempos da dominância dos Sioux que fósseis têm sido encontrados na região do parque nacional. Ossos de grandes dimensões e conchas de bivalves e de tartarugas fossilizadas são encontrados, e os Sioux concluíram, correctamente, que a região deveria ter estado debaixo de água no passado e que os ossos pertenceriam a criaturas que não existiam mais.
Nos anos 40 do século XIX, caçadores de comerciantes viajavam regularmente entre Fort Pierre e Fort Laramie, ao longo de um caminho que hoje corresponde a uma orla do parque nacional. Nessas viagens, fósseis eram coleccionados; em 1843, um desses fósseis foi enviado a um médico em St. Louis, Hiram A. Prout, que publicou um artigo sobre o mesmo em 1846, no American Journal of Science. Nesse artigo, Prout declarou que o osso pertencia a uma mandíbula de uma criatura que denominou Paleotherium. Após essa publicação, a zona das Badlands passou a ser uma zona procurada pelos fósseis. Em 1849, o Paleotherium foi renomeado a Titanotherium prouti por Joseph Leidy. Foram descobertas 84 novas espécies de fósseis em toda a América do Norte até 1854, e 77 destas na zona das Badlands. As escavações arqueológicas são ainda abundantes hoje em dia, devido ao facto de a zona ter o mais rico registo fóssil de mamíferos do Oligoceno (cerca de 33 milhões de anos atrás).

### Lavradores
Embora alguma lavoura fosse presente na região desde antes do final da Guerra Civil Americana, o maior impacto desta actividade deu-se no século XX. No início desse século, muitos agricultores europeus e da costa leste dos Estados Unidos migraram para o Dacota do Sul. Possuíam quintas com uma área em média de 0,65 km², que revelou ser muito reduzida para alimentar uma família numa região semi-árida como esta. Na zona oeste dos Dacotas, as herdades eram maiores, com cerca de 2,6 km². Além da criação de gado, era feito o cultivo de trigo e centeio. No entanto, as grandes tempestades de poeira que assolaram os Estados Unidos na década de 1930, combinadas com pragas de gafanhotos, tornaram o solo das Badlands impróprio, levando à migração de grande parte da população.

## Galeria

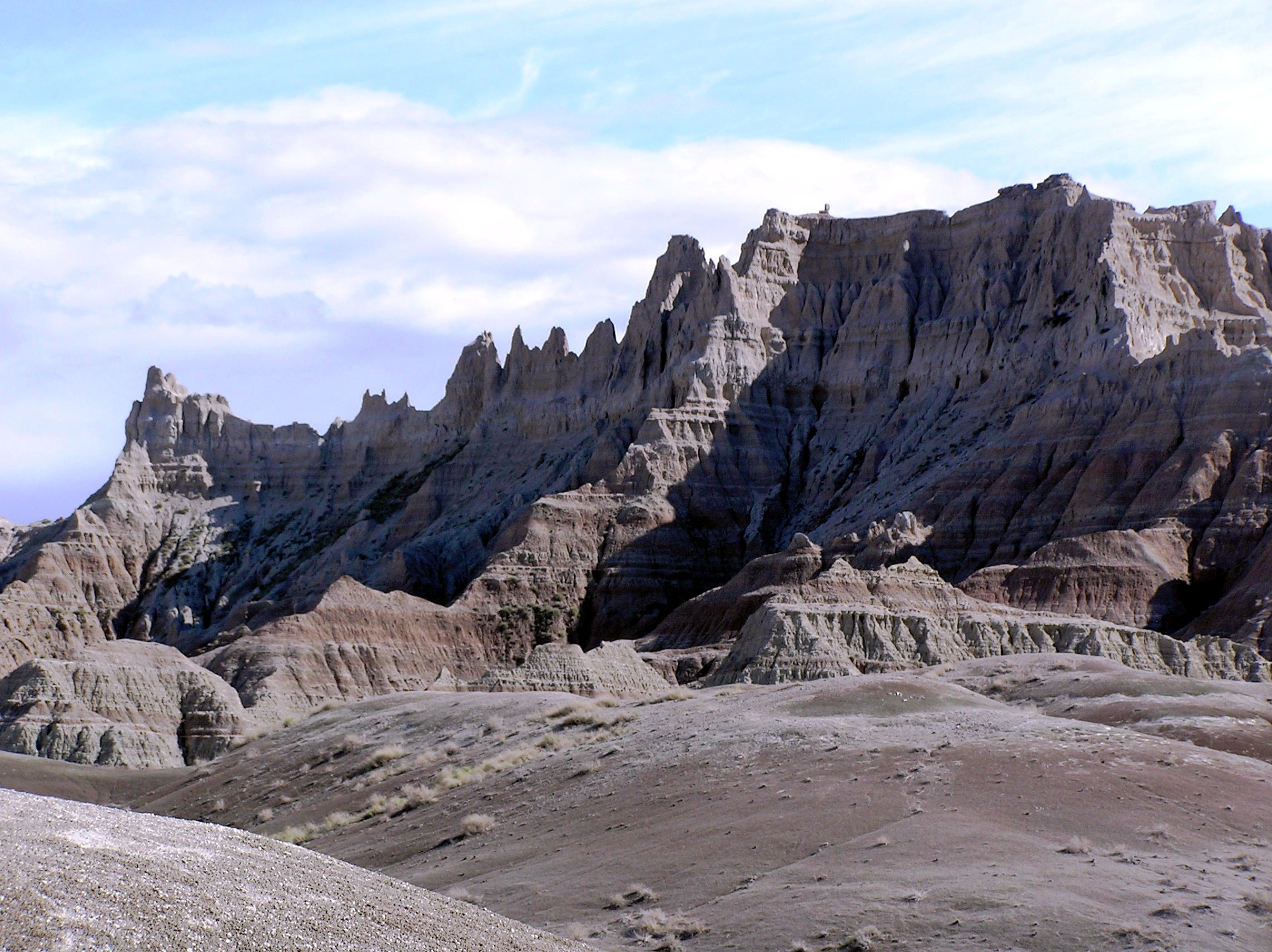
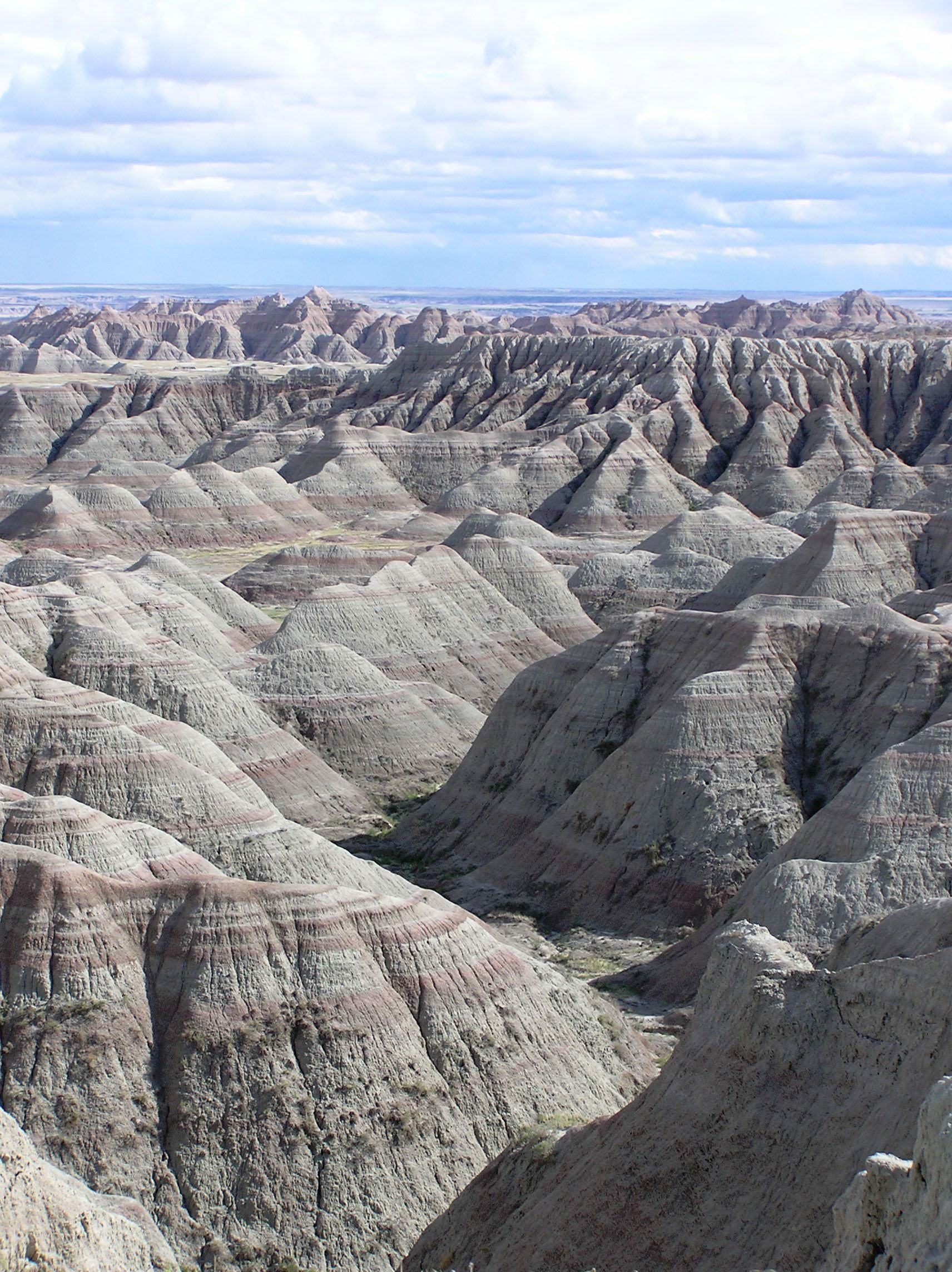
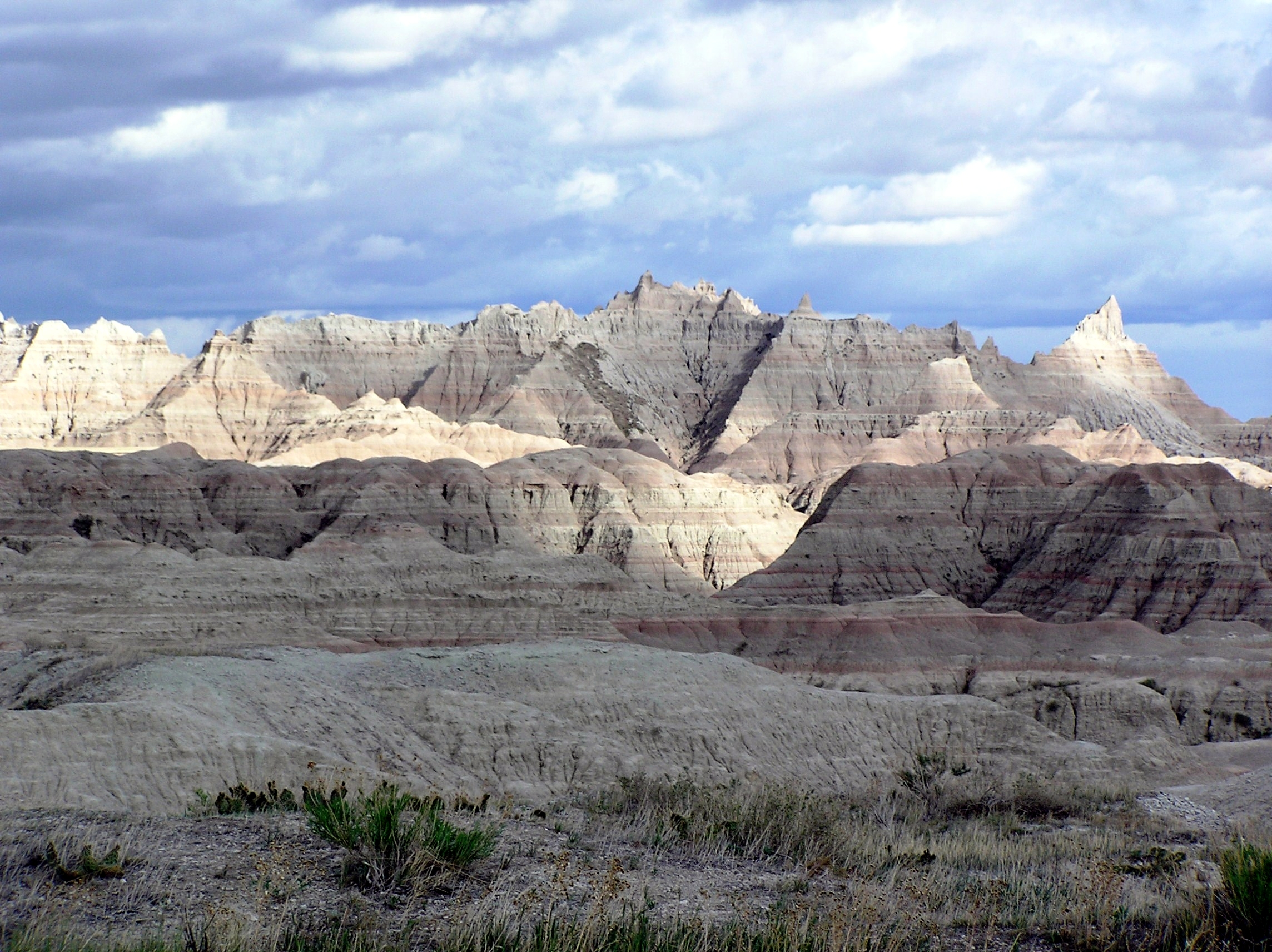
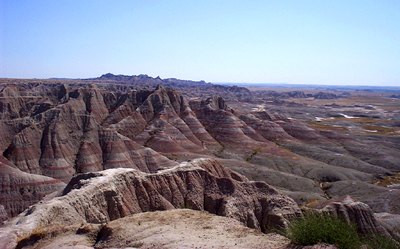
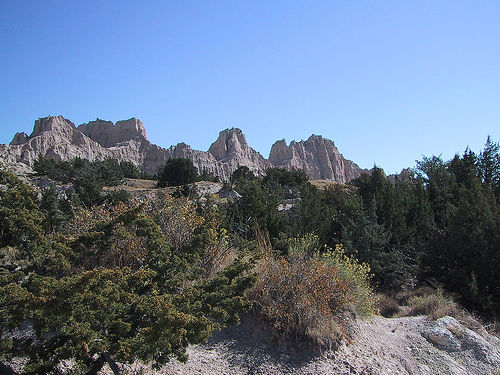
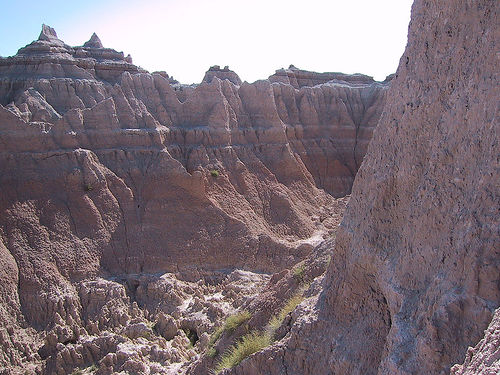